# Родендорф, Александр Людвигович
Александр Людвигович Родендорф (1874 — ?) — российский военный деятель, генерал-майор, фигурант дела «Весна».

## Биография
Имел православное вероисповедание, образование получил во 2-м кадетском корпусе, курса которого не окончил. На военной службе с 29 декабря 1893. Окончил Санкт-Петербургское пехотное юнкерское училище по 1-му разряду. Служил в 85-й пехотном Выборгском полку. Переведён в 3-й стрелковый Его Величества лейб-гвардии полк в 1900, участник китайского похода. Участвовал в Первой мировой войне, служил в 10-м Финляндском стрелковом полку, в сентябре 1915 стал командиром этого полка. После революций остался в РСФСР, арестовывался ВЧК в 1921. В 1920-х работал служащим в магазине в Петрограде. Арестован по делу «Весна» в 1930, приговорён к ВМН и расстрелян.

### Звания
- юнкер;
- подпоручик (1 сентября 1896);
- поручик (1 сентября 1900);
- подпоручик гвардии (1 сентября 1900);
- поручик гвардии (10 августа 1903);
- штабс-капитан (10 августа 1907);
- капитан (10 августа 1911);
- подполковник;
- полковник (29 мая 1915);
- генерал-майор (18 марта 1917).

### Награды
- орден Святой Анны 4-й степени (1900);
- орден Святого Станислава 3-й степени (1906);
- орден Святого Станислава 2-й степени с мечами (23 апреля 1915);
- орден Святого Владимира 4-й степени с мечами и бантом (25 июня 1915);
- орден Святого Георгия 4-й степени (1 сентября 1915);
- орден Святого Владимира 3-й степени с мечами (8 сентября 1916)
- Георгиевское оружие (10 апреля 1917).[4]

## Семья
- Отец — Людвиг Александрович Родендорф;
- Мать — Евгения Тимофеевна Родендорф;
- Брат — Константин Людвигович Родендорф;
- Сестра — Елизавета Людвиговна Ростиславова;
- Брат — Борис Людвигович Родендорф;
- Жена — Надежда Саввовна Родендорф. Родилась в 1880-х в купеческой семье, получила среднее образование. В 1914 вышла замуж за полковника Александра Людвиговича Родендорфа. С 1918 работала воспитательницей в детском доме, с 1926 регистратором в зубной амбулатории. В 1930 кончила курсы чертёжников, работала в конструкторском отделе треста в Ленинграде. 6 марта 1935 выслана с новым мужем в Уфу на 5 лет как жена расстрелянного офицера.[5]